# Goldringelgrundeln
Die Goldringelgrundeln (Brachygobius;  lateinisch brachys „klein, kurz“, gobius „Grundel, Gründling“) sind eine südasiatische Gattung der Oxudercidae innerhalb der Grundelartigen (Gobiiformes). Die acht oder neun Arten kommen in Indien, auf dem festländischen Südostasien, auf den Philippinen, Sumatra, Kalimantan und Java vor. Sie leben in Süßgewässern wie Tümpeln und flachen Gräben und im Brackwasser von Flussmündungen, Lagunen und Mangrovenregionen.

## Merkmale
Goldringelgrundeln werden 2 bis 4,5 Zentimeter lang. Ihr Körper ist leicht langgestreckt und im Querschnitt vorne rund und hinten seitlich etwas abgeflacht. In einer mittleren Schuppenlängsreihe (mLR) zählt man 21 bis 44 Kammschuppen. Der Kopf ist groß und rundlich, die Augen stehen weit auseinander. Die zweite Rückenflosse und die Afterflosse werden von einem Flossenstachel und sechs bis neun Weichstrahlen gestützt. Die Färbung aller Goldringelgrundeln ist recht ähnlich und kann nur wenig zur Artbestimmung herangezogen werden. Alle haben eine hell- bis honiggelbe Grundfärbung und eine schwarze oder dunkelbraune, sehr variable Bindenzeichnung. Die Binden können auch zu Flecken aufgelöst sein. Auch reinschwarze Tiere sind bekannt.

## Lebensweise
Goldringelgrundeln leben auf dem Gewässerboden und ernähren sich von wirbellosen Tieren, wie Insektenlarven und Kleinkrebsen. Sie sind territorial und laichen in Hohlräumen unter Steinen. Ein Gelege umfasst 100 bis 150 relativ große Eier. Das Gelege wird vom Männchen bewacht. Die Jungfische schlüpfen nach 4 bis 5 Tagen mit einer Länge von 4 Millimetern. Sie leben zunächst freischwimmend in den oberen Wasserschichten und gehen erst später zum Bodenleben der adulten Goldringelgrundeln über.

## Arten

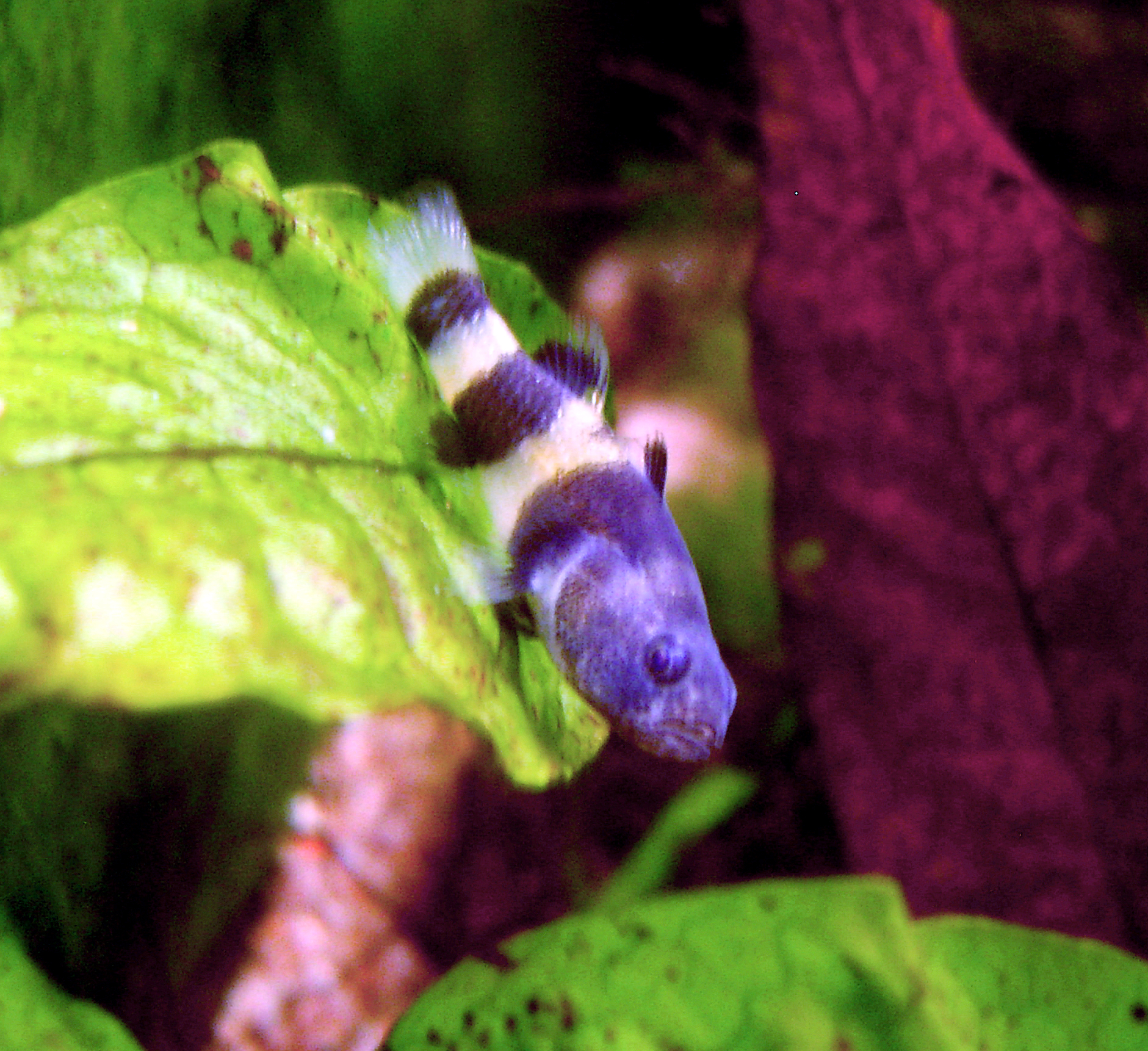
Brachygobius xanthozonus

- Arten mit drei vollständigen Körperbändern:
  - Brachygobius doriae (Günther, 1868)
  - Brachygobius sabanus Inger, 1958
  - Brachygobius sua (Smith, 1931) (möglicherweise Synonym zu B. xanthozonus)
  - Brachygobius xanthomelas Herre in Herre & Myers, 1937
  - Brachygobius xanthozonus (Bleeker, 1849)
- Arten mit vier schmalen, teilweise unvollständigen Körperbändern:
  - Brachygobius aggregatus Herre, 1940
  - Brachygobius kabiliensis Inger, 1958
  - Brachygobius mekongensis Larson & Vidthayanon, 2000
  - Brachygobius nunus (Hamilton, 1822)